# Free Willy – Ruf der Freiheit
Free Willy – Ruf der Freiheit ist ein Tierspielfilm des Regisseurs Simon Wincer, gedreht im Jahr 1993 in den Vereinigten Staaten. Der Film handelt von der Freundschaft zwischen dem Jungen Jesse und dem Orca-Wal „Willy“.

## Handlung
Der etwa 12-jährige Jesse lebt an der Pazifikküste im Nordwesten der USA. Jesse ist ein schwieriger Fall für das ihn betreuende Jugendamt, seit seine Mutter ihn dort abgegeben hat – seit sechs Jahren hat niemand von Jesses Mutter mehr gehört. Eines Tages flieht Jesse aus seinem Jugendheim und versucht mit gleichgesinnten Kindern, darunter seinem Freund Perry, auf der Straße zu überleben. Nachdem sie sich nicht genug Geld für Essen erbettelt haben, stehlen die Kinder aus einem Restaurant und einem Party-Service Lebensmittel und ziehen sich auf einen Skatepark zurück. Als die Polizei sie nachts entdeckt, fliehen sie. Perry und Jesse und verstecken sich bald darauf in einem unbekannten Lagerhaus. Perry entdeckt Spraydosen und stiftet Jesse dazu an, mit ihm die Wände zu besprühen. Jesse findet heraus, dass das Lagerhaus Teil eines größeren Gebäudekomplexes – des Nord-West Abenteuer-Parks – ist. Durch große Unterwasser-Fenster beobachtet er fasziniert einen gewaltigen Orca-Wal. Schließlich wird Jesse im Lager von der Polizei festgenommen, während Perry die Flucht gelingt.
Beim Jugendamt muss sich Jesse vor seinem Betreuer Dwight Mercer rechtfertigen, der ihn warnt, dass seine kriminelle Handlungen der letzten Tage für ihn glimpflich ausgehen werden, wenn er seine Schmierereien im Nord-West Abenteuer-Parks beseitigt. Ebenso eröffnet Dwight dem Jungen, dass eine neue Pflegestelle bei dem Ehepaar Annie und Glen Greenwood frei ist, das ihn bald darauf herzlich empfängt. Jesse fällt es schwer sich an die neue Situation zu gewöhnen und reagiert abweisend.
Im Nord-West Abenteuer-Park beginnt Jesse die Folgen seines Vandalismus zu entfernen. Dabei lernt er den indigenen Tierpfleger Randolph und die Meeresbiologin und Tiertrainerin Rae kennen. Ebenso bemerkt er eine besondere Bindung zwischen sich und dem Orca-Wal Willy. Als Jesse mit den Reinigungsarbeiten fast fertig ist, will er sich von Willy verabschieden und verschafft sich insgeheim eines Nachts Zutritt zu Willy. In Panik entdeckt worden zu sein, rutscht Jesse am Beckenrand aus und fällt bewusstlos in das Walbecken. Statt dem Jungen etwas anzutun, drückt dieser ihn wieder an die Wasseroberfläche und aus dem Becken heraus und rettet ihm so das Leben. Jesse wird von Randolph gefunden und zu seinen Pflegeeltern zurückgebracht. Randolph, der die besondere Bindung zwischen Jesse und dem Wal bemerkt hat, bietet ihm einen Sommerjob im Park an, woraufhin Annie und Glenn angesichts von Jesses Begeisterung ihre Zustimmung geben.
Jessy erfährt, dass Willy von Walfängern im Jugendalter gefangen und an den Nord-West Abenteuer-Park verkauft wurde. Dabei war Willy nicht nur zu alt, um in Gefangenschaft gehalten werden zu dürfen, sondern wurde zudem in ein kleines Delfin-Bassin gesetzt. Dadurch gelingt es Rae als Tiertrainerin nicht, Willy Kunststücke beizubringen, was die Parkleitung – geführt von Mr. Dial – von ihr erwartet. Rae besteht darauf, dass dem Wal wenigstens ein größeres Becken gebaut werden müsse, doch lehnt die Parkleitung dies mit Verweis auf die Finanzlage ab. Rae entgeht nicht, dass Jesse zu Willy eine einzigartige Bindung aufbaut und er den Wal animieren kann, seinen Anweisungen zu folgen. Rae gelingt es Jesse für die Idee zu gewinnen, mit Willy zu trainieren. Gemeinsam mit Randolph arbeiten sie ein Showprogramm aus; und bekommen schließlich die Zusage des Parks.
Privat läuft es für Jesse weniger gut. Er hadert mit seiner neuen Pflegefamilie und hofft, zu seiner Mutter zurückzukehren. Mit Annie und Glenn kommt es zu einem größeren Konflikt. Zudem beeinflusst ihn sein Freund Perry, der inzwischen tiefer in die Kriminalität abgeglitten ist und ihn auffordert, mit ihm nach Kalifornien zu gehen. Jesse fühlt sich dadurch verunsichert. Schließlich beginnt die „Willy-Show“, doch verweigert der Wal sich dem Programm und greift den Unterwasserbeobachtungsbereich an, wo sich viele Kinder aufhalten – was keiner weiß ist, dass diese gegen die Scheiben geschlagen haben und die dadurch ausgelösten Schallwellen den Wal gequält haben. Die Show muss abgebrochen werden.
Jesse verliert durch Willys „Verrat“ den letzten Halt und will Perrys Angebot annehmen, mit ihm nach Kalifornien zu gehen, ebenso will er seine Mutter suchen. Ein letztes Mal will er zu Willy und wird Zeuge, wie im Unterwasserbereich Schweißer die Fenster sabotieren, sodass das Wasser in Willys Becken mit der Zeit leer laufen und den Wal töten wird. Jesse alarmiert Randolph, der erkennt, dass der Parkleiter Mr. Dial einen Unfall inszenieren will, um beim Tod des Wals die Versicherungssumme von einer Million Dollar zu kassieren. Jesse und Randolph, sowie später auch Rae, beschließen Willy aus dem Becken zu befreien und mittels eines Transporterwagens ins offene Meer zu setzen. Da ihnen das passende Fahrzeug fehlt, stehlen Jesse und Randolph den Truck von Jesses Pflegevater Glen. Als sie später eine Panne in einem Wald haben, eröffnet Jesse seinen Pflegeeltern was geschehen ist und sie beteiligen sich an dem Rettungsversuch. Auch die Parkleitung bemerkt den Diebstahl und will – da keine Diebstahlversicherung auf den Wal abgeschlossen wurde – Willy zurückholen.
In einem Showdown gelingt es Willy in die Bucht zu setzen, bis Walfängerschiffe mit Netzen den Zugang ins offene Meer versperren. Jesse gelingt es Willy zu einem gewaltigen Sprung zu animieren, womit dieser über einen Wellenbrecher ins offene Meer fliehen kann. Jesse seinerseits kehrt mit Annie und Glen in deren Zuhause zurück – und akzeptiert sie endgültig als seine neue Familie.

## Hintergrund
Der Orca Willy hieß in Wirklichkeit Keiko und wurde von den Produzenten des Films im Vergnügungspark Reino Aventura in Mexiko-Stadt entdeckt. Der große Erfolg des Films führte zur Bildung der Free Willy Keiko Foundation, die für die Freilassung des Orcas kämpfte. Zwar gelang es der Gruppe, Keiko nach dem dritten Film durch Spendengelder zu kaufen und im Atlantik auszusetzen, doch der Orca war an das Leben in Freiheit nicht gewöhnt und starb eineinhalb Jahre später an einer Lungenentzündung vor der Küste Norwegens.
Der Erfolg führte zu 1994 zu einer Zeichentrickserie.
Die letzten Szenen des Films im Dawson's Marina wurden in der Hafenanlage von Hammond, Warrenton im US-Bundesstaat Oregon gedreht.

## Kritik
„Aufwendig inszenierter Familienfilm, der sich Zeit für seine Geschichte und seine Personen nimmt. Durch die überzeugenden darstellerischen Leistungen wird die gegen Ende aufkommende Rührseligkeit aufgefangen.“

## Auszeichnungen
- 1994 erhielt der Film eine Goldene Leinwand.
- Jason James Richter wurde 1994 mit dem Young Artist Award in der Kategorie Best Youth Actor Leading Role in a Motion Picture Drama ausgezeichnet.
- Komponist Basil Poledouris gewann den BMI Film Music Award.
- Der Film wurde 1994 mit dem Environmental Media Award ausgezeichnet.[3] Des Weiteren erhielt er den Genesis Award.

## Rezeption in anderen Medien
Zwei Mal kam eine Anspielung auf Free Willy auch bei den Simpsons vor:
- In der Episode Bart packt aus (Staffel 5) sieht Homer Simpson den Film in einem Hotel. Dabei misslingt Willy jedoch der Sprung in die Freiheit, stattdessen zerquetscht er Jesse.
- In der Episode D-D-Der G-G-Geister D-D-Dad (Halloween-Episode der Staffel 12) befreit Lisa Simpson einen Delfin namens Snorky aus einem Delfinarium. Das hat fatale Konsequenzen: Die Delfine rotten sich daraufhin zusammen und treiben die Menschen ins Meer.

Ebenso nimmt South Park in Staffel 9, Episode 13 (Free Willzyx) Free Willy aufs Korn. Die Jungs werden von Orcashowmoderatoren veräppelt und ihnen wird suggeriert, der Wal Jambu könne sprechen. Sie befreien den Orca und lassen ihn von den Mexikanern auf den Mond fliegen, wo er zum Ende der Folge tot daliegt.